# Everglades Nemzeti Park
A Florida déli részén fekvő Everglades Nemzeti Park őrzi az Everglades édesvízi mocsarainak élővilágát. Az 1947. december 6-án alapított park területe 6105 km², s ezzel az Egyesült Államok második legnagyobb nemzeti parkja, annak ellenére, hogy ez a terület az eredeti vizes élőhely területének csak 20%-a. 1976. október 26-án felvették a Nemzetközi Bioszféra Rezervátumok közé. Az UNESCO világörökség listájára 1979. október 24-én került, és 1987. június 4. óta egyike a világ nemzetközileg legfontosabb vízi élőhelyeinek. Ennek ellenére 1993-ban felkerült a veszélyeztetett világörökségi helyszínek közé.
Dél-Florida őslakói, a szeminol indiánok füves víznek nevezik az Evergladest. Cölöpökön álló kunyhókban laktak és vadásztak, gyűjtögettek. A területre egészen az 1800-as évekig nem jutottak el a fehérek. Féltek a buja dzsungeltől, az ismeretlen élőlényektől és a rengeteg moszkitó által terjesztett betegségtől.
Az Everglades a világon egyedülálló természeti jelenségnek köszönheti létezését. A Florida aljzatát felépítő mészkőrétegre, amely egy mészben gazdag, meleg vizű tengerben keletkezett a földtörténeti újkorban, 1-2 méternyi agyag és tőzeg rakódott. Ez az Okeechobee-tavat a tengerrel összekötő, igen különös folyónak köszönhető. Az Okeechobee-tó nagy területű, de rendkívül sekély, átlagos vízmélysége 30 cm. Vizét a River of Grass-nek (Füves folyó) nevezett folyó vezeti el a 200 km-re lévő Floridai-öbölbe. A folyó 15 cm átlagos vízmélységű, de mintegy 80 km széles. Mivel a tengerszint feletti magasság 50 m, lassú áramlású, vize naponta mindössze 30 m-t tesz meg. A folyó mozgásáról szinte csak a vízcsepp alakú szigetek árulkodnak. A park nagy területe egész évben víz alatt áll.

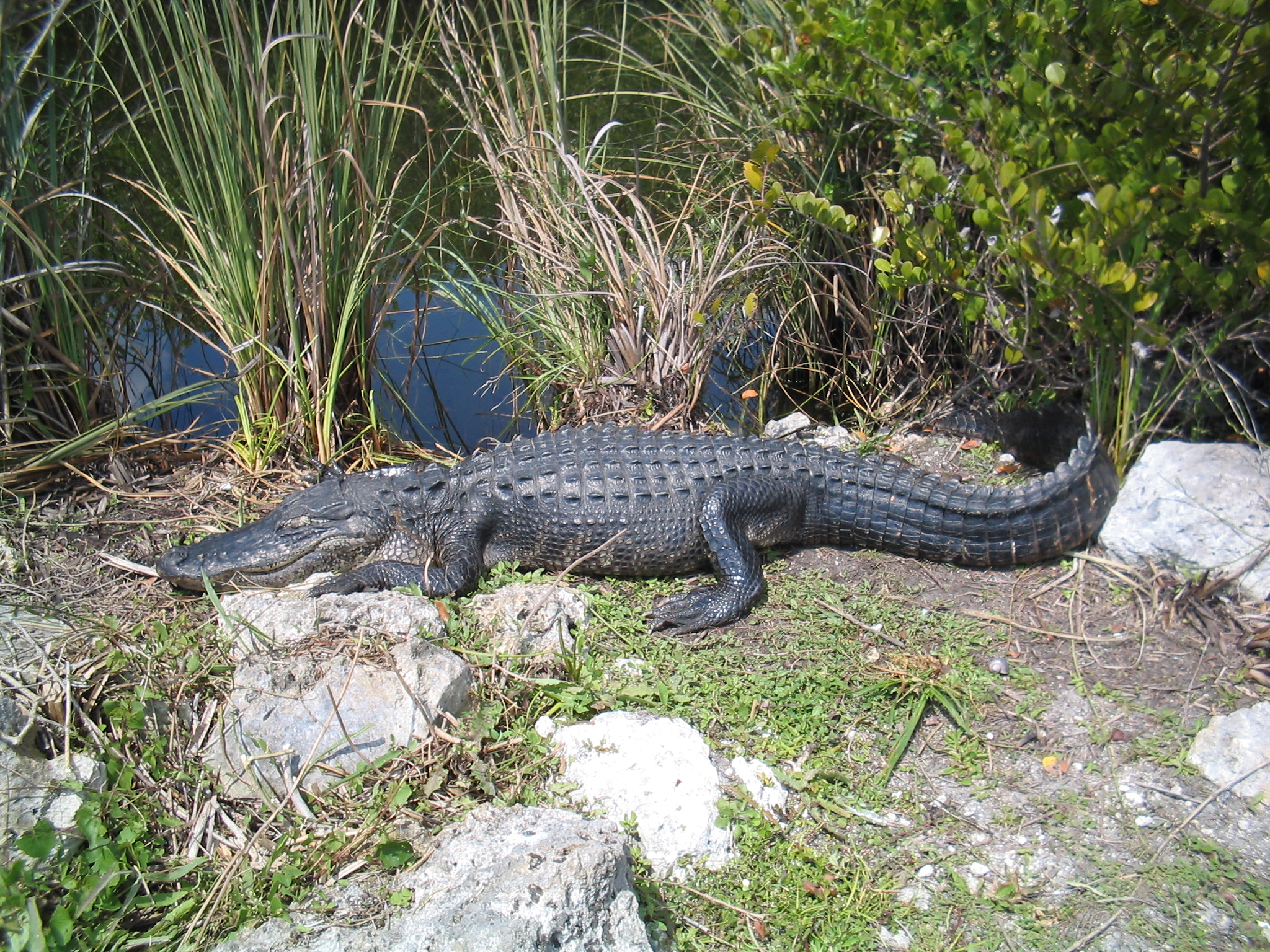
Aligátor

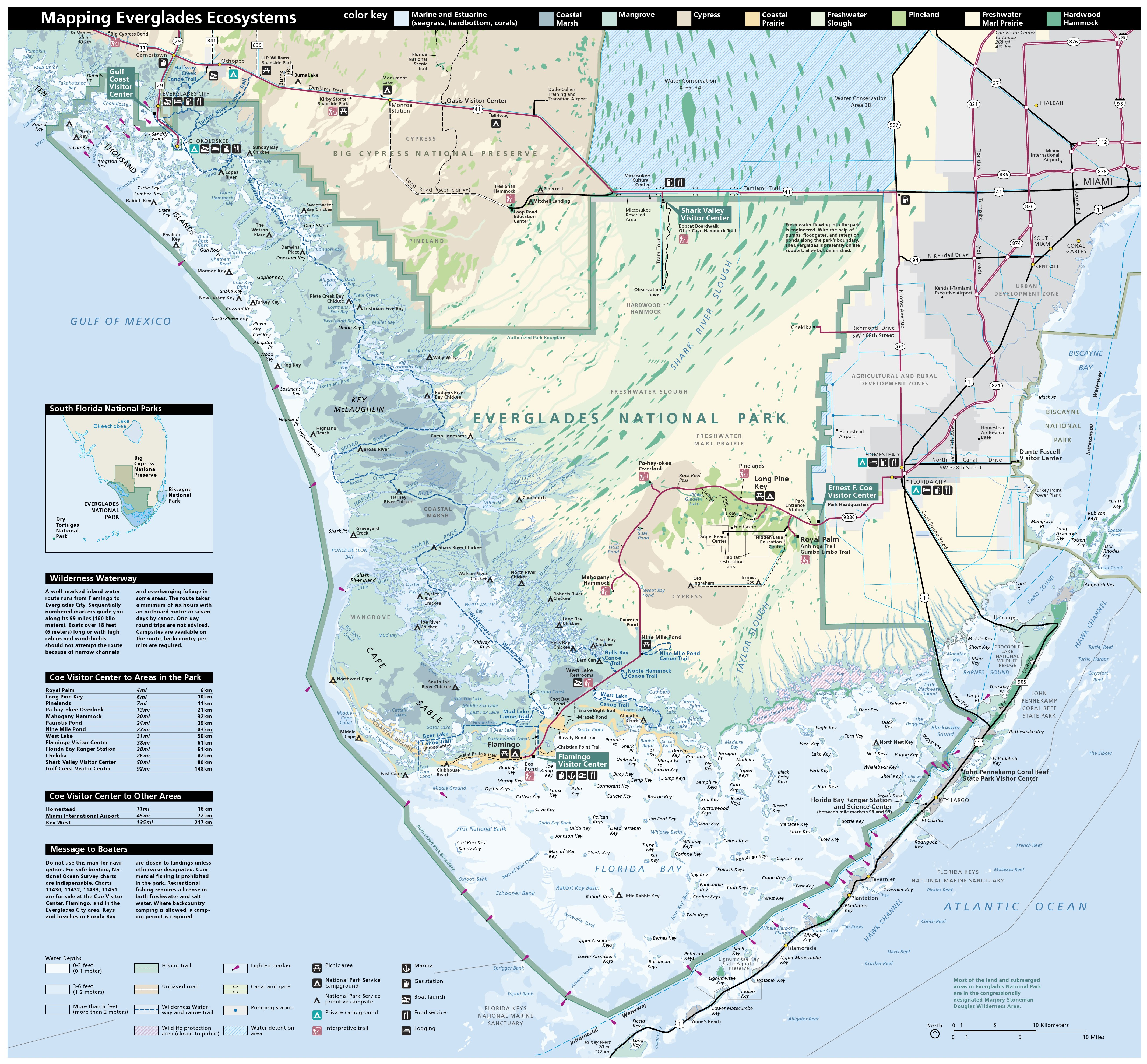
Az Everglades Nemzeti Park térképe

A félsziget déli részén a hőmérsékleti maximum egész évben 30 °C körül mozog, nyáron és kora ősszel rengeteg a csapadék, az év másik felében kevesebb, de teljesen száraz időszak nincs. Így, bár a félsziget nem tartozik a trópusokhoz, időjárásilag a trópusi nedves klímazónába sorolják.
Ezek a jelenségek ideális feltételeket teremtettek a Föld legnagyobb mocsárvilágának, az Everglades-nek létrejöttéhez. Már a vízből kiemelkedő 1 m magas szigetecskék (hammock) is a növényzet és az állatvilág rendkívüli változatosságát teremtik meg. A legjellemzőbb növény egy télisásfaj, a saw gras, amely a fűrészfüvű préri legfontosabb alkotója, hatalmas, iszapos területeket borítva el. Ez a növény itt található meg a legnagyobb populációban a világon. A kiemelkedéseken viszont már különböző növényfajok élnek buja szubtrópusi erdőket alkotva. Találhatóak itt különböző trópusi fajok, mahagónifák, broméliák, orchideák, páfrányok, mangrovefák és mocsárciprusok. A területen tíz pálmafaj őshonos.
Az állatvilág is hasonlóan változatos. A táplálkozási lánc alján a peripyton, az algákból álló növényi massza áll, amely szinte teljesen elborítja a szabad vízfelületet, és élelmet ad a különböző lárváknak, halaknak. Az Everglades 275 halfajnak ad otthont. A déli és északi szélességről sok madár érkezik ide, az itt őshonosokkal együtt mintegy 400 fajt tartanak számon. Kócsagok, íbiszek, pelikánok, amerikai flamingók, kígyónyakú madarak, ritka erdei gólyák élnek itt más vízimadarak társaságában. Az emlősöket többek között a virginiai szarvas, a floridai nyúl és a puma helyi alfaja, az úgynevezett floridai párduc képviseli. Az Everglades legismertebb állata az aligátor, amelyet szinte teljesen kipusztítottak, ezért 1961-ben törvény hoztak teljes védelmére. Napjainkra viszont már annyira elszaporodott, hogy újra engedélyezték vadászatát. Ugyancsak itt él a floridai lamantin. Ez a békés, nagy termetű vízi emlős szintén szigorú védelem alatt áll, ennek ellenére a motorcsónakok sok állatnak okoznak súlyos, sokszor halálos sérülést.

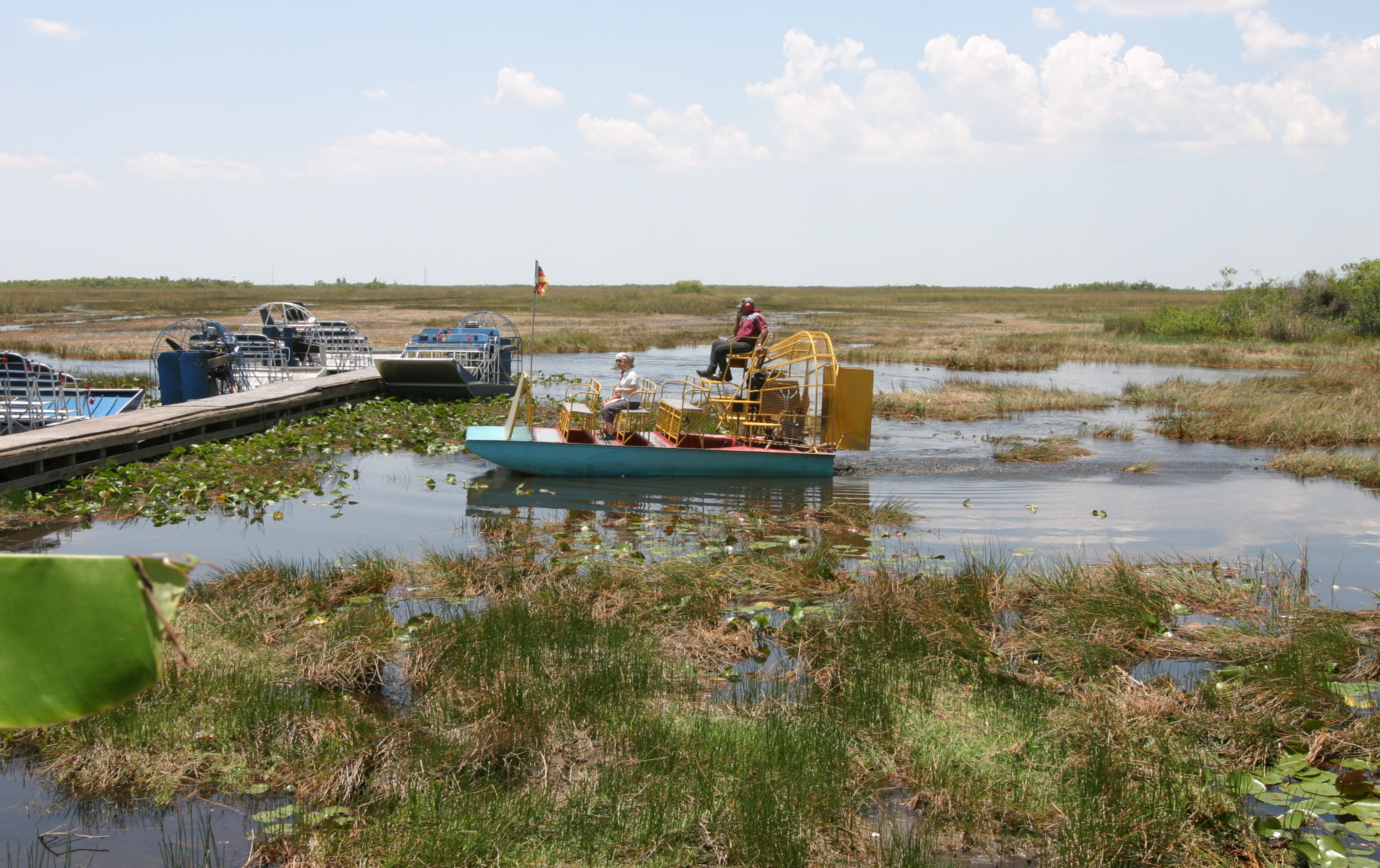
Motorcsónakok a nemzeti parkban

Bár az Everglades a világ egyik legismertebb nemzeti parkja, léte súlyosan veszélybe került. A saw gras igényli az időnkénti tüzeket, hogy populációja megújulhasson. Miután biztonsági szempontok miatt ezek a tüzek nem végeznek tökéletes munkát, megjelentek az idegen fajok, és veszélyeztetik a fűrészfüvű prérit. De a legnagyobb károkat a Floridában folyó mezőgazdasági munkák okozzák. A parktól északra a mocsarat lecsapolták, gátakat, csatornákat építettek, s ez befolyásolta a park életét is. Az Okeechobee-tavat mezőgazdasági eredetű káros anyagokkal, nehézfémekkel szennyezték el, és ez súlyos következményekkel járt az Everglades érzékeny ökoszisztémájára. Madarainak mindössze 10%-a maradt meg. Ma az Everglades negyede termőföld, de a művelés alá vont területek egy részét vissza akarják vásárolni a farmerektől, és vízzel újra elárasztva visszaadni a természetnek.